# Chambre de commerce et d'industrie France-Géorgie
La Chambre de commerce et d'industrie France-Géorgie a été créée à Tbilissi en 2011. Elle a pour objectifs de fédérer, informer, promouvoir et assister les communautés d'affaires françaises et francophones sur le territoire géorgien.

## Création
Elle a été fondée en 2011, émanation du French Business Council Georgia créé en 2008 par 7 entreprises présentes à Tbilissi : Bank Republic (à l'époque filiale de la Société générale, Gilber Hié président), Saint Michel Le Sommelier (Antoine Bardon, vice-président), Georgian Wines and Spirits (filiale de Pernod Ricard, Cédric Retailleau, vice-président), Castel Sakartvelo (filiale du Castel, Jean-Paul Lanfranchi), Georgian Glasss and Mineral Water, Jacques Fleury), Georgian Properties (Jacques Benhamou), Agritechnics (Fady Asly) et le support de la Chambre de commerce et d'industrie de Géorgie (Jemal Inaishvili). 

## Composition
Elle est ouverte aux entreprises de toutes tailles, ainsi qu'aux entrepreneurs individuels, et comporte à ce jour une soixantaine de membres. Parmi les grands groupes peuvent être cités Alstom, Boulangerie de France BDF, Carrefour, Eutelsat, Holiday Inn, Hôtel Mercure, Lactalis, Sanofi Aventis, Schneider Electric et Servier. 

## Missions
Elle a pour missions la promotion des relations économiques entre la France et la Géorgie, le soutien des entreprises françaises dans leurs activités sur le territoire géorgien, la facilitation des relations entre les entreprises françaises et géorgiennes, l'assistance à ses membres pour ce qui est de l'orientation des affaires et la responsabilité de la liaison avec d'autres organismes français (Medef par exemple),. 

## Conseil d'Administration
Au 12 décembre 2017, le Conseil d'Administration était composé de 12 membres, présidé par Antoine Bardon (Président de l'entreprise géorgienne AA4 Sécurity) , avec un vice-président, David Gvetadze (PFK UBC International).